# Ferula behboudiana
Ferula behboudiana là một loài thực vật có hoa trong họ Hoa tán. Loài này được (Rech.f. & Esfand.) D.F.Chamb. mô tả khoa học đầu tiên năm 1987.